# كربونات البوتاسيوم
كربونات البوتاسيوم هو مركب كيميائي صيغته K2CO3، ويوجد على شكل صلب أبيض اللون.

## التحضير
يحضر كربونات البوتاسيوم تجاريًا بالتحليل الكهربائي لكلوريد البوتاسيوم؛ حيث يعرّض هيدروكسيد البوتاسيوم الناتج إلى غاز ثنائي أكسيد الكربون للحصول على هذا المركب:
{\displaystyle \mathrm {\ 2KOH+CO_{2}\ \rightleftharpoons \ K_{2}CO_{3}+H_{2}O} }

## الخواص
يوجد المركب في الشروط القياسية على شكل صلب أبيضا اللون ومتميع، وهو ذوّاب في الماء (غير ذواب في الكحول)، ويشكل محلول قلوي قوي في الأوساط المائية.

## الاستخدامات
تستخدم كربونات البوتاسيوم في عدة صناعات منها صناعة الصابون والزجاج.